# Uli Aschenborn

Video a: Uli Aschenborn mit einem seiner veränderlichen Bilder – Mädchen-Elefant

Video b: Skulptur-Morph Männlicher Lebenszyklus, 2003, 40 cm × 40 cm × 40 cm

Video c: Die Augen der Ovahimba-Frau auf dieser Lebenden Zeichnung verfolgen den Betrachter stets, 2009, 29 cm × 21 cm

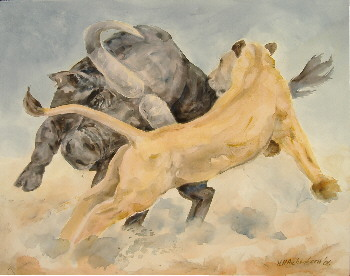
Foto d: Büffel attackiert eine Löwin, 2006, 80 × 100 cm

Video e: Stürmender Löwe, die Farben ändern sich wenn man an diesem Bild vorbei geht, Sand und Farbe, 2007, 100 cm × 80 cm

Video f: Stürmendes Nashorn, die Farben ändern sich wenn man an diesem Bild vorbei geht, Sand und Farbe, 2007, 100 cm × 100 cm × 4 cm

Video g: Diese Radierung kann man auf den Kopf drehen, viele Details werden bei genauem Hinsehen sichtbar, 2005, 12 cm × 12 cm

Video h: Diese Zeichnung Krater oder Berg kann man auf den Kopf drehen (wurde in der jurierten „Winterausstellung“ 1975 im Suermondt-Ludwig-Museum gezeigt), 1975, 21 cm × 29 cm

Video i: Morph-Kubus mit Fisch, 2005, 21 cm × 21 cm × 21 cm

Video j: Das Bild Zauberwürfel zeigt 1, 2 oder 3 Punkte und seine Farbe ändert sich, wenn man hieran vorübergeht, Sand und Farbe, 2007, 40 cm × 30 cm

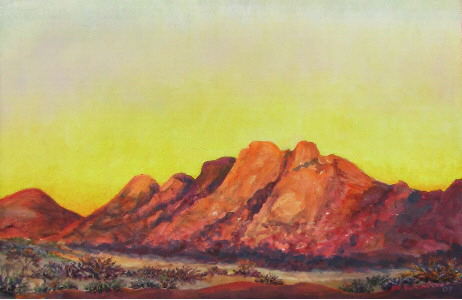
Foto k: Pontok Berge – Namibia, 2007, 100 cm × 150 cm

Hans Ulrich „Uli“ Aschenborn (* 6. September 1947 in Johannesburg, Südafrika) ist ein namibischer Künstler. Sein Vater Dieter Aschenborn und sein Großvater Hans Anton Aschenborn zählen wie er im südlichen Afrika zu den bekannten Tiermalern. Gemäß United Art Rating gehören alle drei Aschenborns zu den größten Künstlern der Welt und ihre Werke zum weltweiten Kulturerbe. In Namibia besitzen die Museen in Swakopmund und Windhoek, die Swakopmunder Kunstvereinigung sowie die National Art Gallery of Namibia Bilder von Uli Aschenborn, der auch in Europa präsent ist. 2018 ernannte die Künstlervereinigung "L'Ensad Alumni Paris, l'Association des anciens élèves de l'École nationale supérieure des arts décoratifs" in Paris Uli Aschenborn zum Ehrenmitglied.

## Stil
Uli Aschenborns besonderes Markenzeichen sind Bilder mit dynamischen Inhalt, z. B. Tiere auf der Flucht, im Angriff (vgl. Foto d und Videos e, f), explodierende Blumenbilder. Von ihm gibt es auch abstrakte Werke und Karikaturen (s. Video i und die Gruppenausstellung 2015 in Paris unten). Er restauriert auch Bilder, z. B. von Adolph Jentsch und von seinem Vater Dieter Aschenborn. Uli Aschenborn entwickelte eine schnelle Art Kohle-, Rötel- und Pastellzeichnungen herzustellen, die er darauf zusammen mit seinem Vater vervollkommnete und die sie Conté-Technik nannten (s. Dieter Aschenborn).
Landschaften (Video h und Foto k) und Menschen (Videos a – c, g) gehören auch zu Aschenborns Repertoire.

### Veränderliche Kunstwerke
Seine neuen Kunstwerke ändern sich – sei es, dass diese sich bewegen (Video b) oder indem der Betrachter sich vor dem Kunstwerk hin- und herbewegt (Videos a, c, e, f, i, j). Bewegung ist also integraler Bestandteil dieser Werke. Es handelt sich bei diesen Werken somit um Kinetische Kunst.
Für seine Bilder in seiner sogenannten Chamäleon-Technik, deren Inhalt und Farbe sich im Vorübergehen ändern, verwendet er nur Sand und Farbe (Videos e, f, j). Die sich ändernden Schatten seiner angestrahlten und sich drehenden Skulpturen zeigen Metamorphosen, wie zum Beispiel das Altern eines Jungen zum Greis bis hin zum Totenkopf – sogenannte Skulptur-Morphs (Video b). Er kreiert Porträts, welche ihre Augen so verdrehen, dass diese einen stets anblicken – sie blicken ggffs. auch zu einem herauf oder herab, die er deswegen Lebende Zeichnungen nennt (Video c). Seine Morph-Kuben verändern sich (Video i) – manche leuchten dabei.
Seine sogenannten Drehbilder kann man auf den Kopf drehen, wobei sie etwas neues zeigen (Videos g, h). Drehbilder mit Porträts sind oft auch seine Puzzle-Bilder, wobei größere Formen durch kleinere zusammengesetzt sind, die sich auch überlappen können (Video g).
Aschenborns veränderliche Kunst wird durch die Medien oft Amazing Changing Art genannt, ein Name der zuerst durch die namibischen Zeitungen geprägt wurde.

### Ingenieur und Künstler
Aschenborn studierte ab 1968 an der RWTH Aachen Bauingenieurwesen, obwohl er nach der Ausstellung in 1965 ein Kunststipendium erhalten hatte. Er tat das, um seine Kunst später ohne Zwänge ausüben zu können. Er promovierte anschließend mit Auszeichnung in Baustatik. Danach war er Softwareingenieur. Er wurde schließlich als Professor für CAD, EDV, Mathematik und Mechanik an die FH Kaiserslautern, später an die FH Köln berufen.
Durch seine technische und naturwissenschaftliche Ausbildung ist Aschenborn in der Lage, jene vielfältigen Techniken zu entwickeln, die er für seine vielgestaltige veränderliche Kunst verwendet. Er benutzt für Entwürfe auch den Computer (s. auch Ausstellung 1993).

## Auszeichnungen
- 1964 Sieger der Art Competition South West Africa[11]
- 1978 Borchers-Plakette[11]

## Ausstellungen
Seit 1965 finden ständig Ausstellungen seiner Werke statt – nachfolgend ist eine Auswahl wiedergegeben.
Einzelausstellungen
- 1993 Afrika & Computerkunst, Galerie Artelier Windhoek Namibia
- 1999 Afrika, Port Andrat’s Mallorca
- 2003 Skulptur-Morphs,  Galerie Hexagone, Aachen
- 2005 in den beiden Maastrichter-Galerien FAH und HAF zeitgleiche Ausstellung Morphs
- 2006 Morphs, National Art Gallery of Namibia, Windhoek, Namibia[12]
- 2007 Aschenborn – Retrospektive, Kendzia Galerie, Windhoek, Namibia
- 2007 Retrospektive in der Galerie Hexagone Aachen
- 2008 Veränderliche Kunst und mehr, Steinweg Galerie, Stolberg[5][26][28]
- 2008 Afrika, Kendzia Gallery, Windhoek (Namibia)
- 2009 Out of Africa – Uli Aschenborn – Galerie Malmedé, Köln
- 2009 und 2010 Afrika – Uli Aschenborn, Galerie Artedomus, Paris
- 2009 Africa & More, Museum Zinkhütter Hof, Stolberg
- 2009 Uli Aschenborn – Radierungen, Galerie Kendzia, Windhoek
- 2010 Im Süden Afrikas, Galerie Artedomus, Paris
- 2010 Afrikanische Tierbilder, Zoologischer Garten Berlin
- 2011 Uli Aschenborn, Düsternbrook, Namibia[19]
- 2011 – 2012 Uli Aschenborn, Schenckswerder, Namibia[19]
- 2011 – 2012 Aschenborn's African Animals, BBK-Galerie, Aachen[4]
- 2012 Uli Aschenborns Chamäleonkunst, Galerie Hexagone, Aachen
- 2015 Changing Art, Galerie Hexagone, Aachen[6][20]
- 2017 Amazing Changing Art, Suermondt-Ludwig-Museum-Barmuseo, Aachen[3]

Gruppenausstellungen
- 1965 3 Generationen Aschenborn, Windhoek, Namibia[8][19]
- 1975 Ausstellung von Dieter und Uli Aschenborn, Windhoek, Namibia[8]
- 1975 und 1976 jurierte Winterausstellung, Suermondt-Ludwig-Museum Aachen
- 1979 Fotoausstellung, Atrium Aachen
- 2004 Die drei Aschenborns Galerie Kendzia, Windhoek
- 2007 Kachelausstellung, Ludwig Forum für Internationale Kunst Aachen
- 2009 20 Jahre Galerie Hexagone Aachen
- 2009 Akte, Fine Art Gallery, Swakopmund
- 2010 3 Generationen Aschenborn, Galerie Kendzia, Windhoek
- 2015 25 Jahre Galerie Hexagone Aachen, Ludwig Forum für Internationale Kunst Aachen
- 2015 Afrikanische Tiere und Karikaturen, Galerie Artedomus, Paris